# Nederlandse landschappen in miniatuur

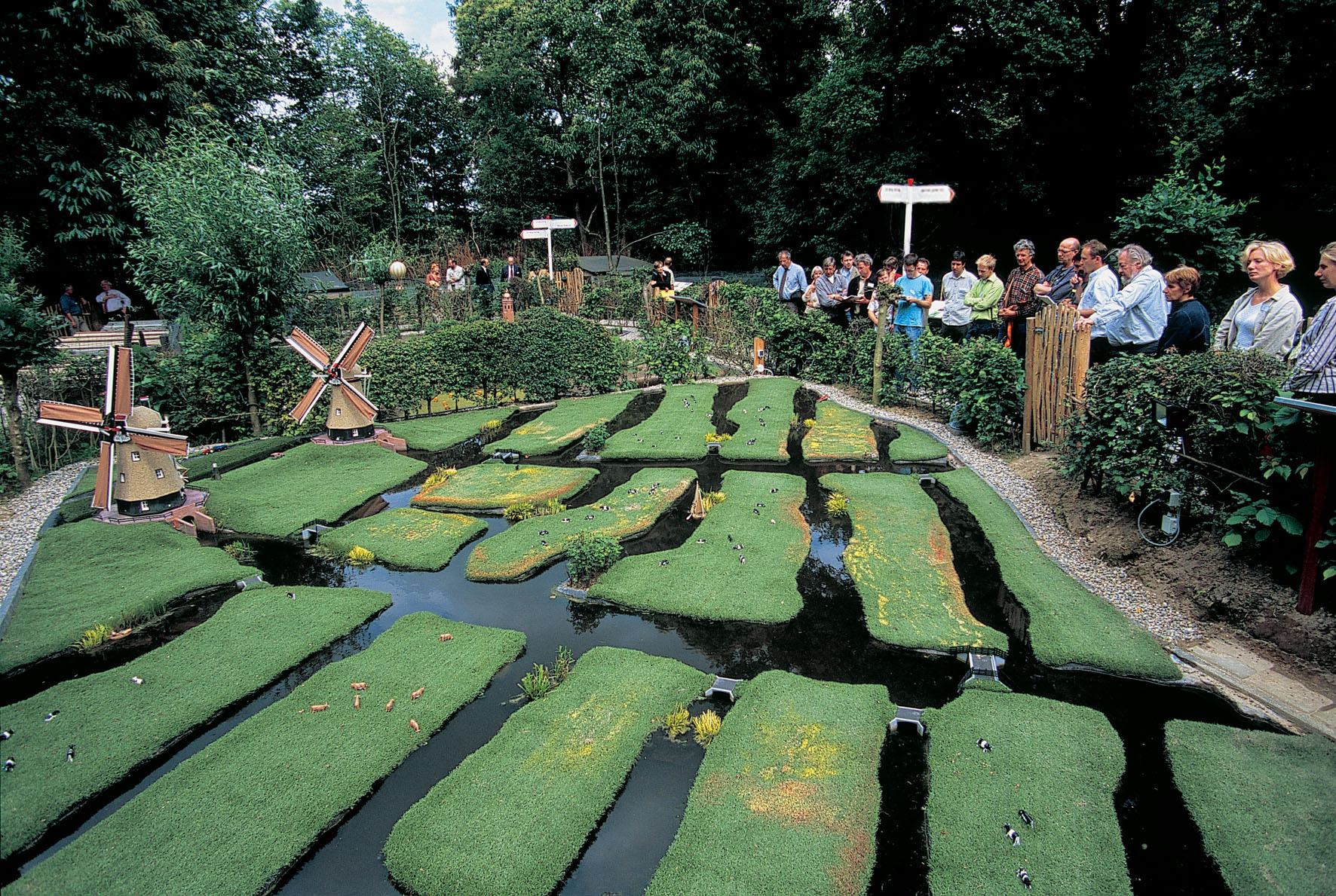
Polders en Veen in de Eilandspolder (N-Holland)

De Nederlandse landschappen in miniatuur is een tentoonstelling in Beek bij Nijmegen. Dit 'Madurodam van landschappen' gaat over de verscheidenheid van het Nederlandse landschap en de betekenis voor de biodiversiteit en schoonheid van Nederland.
De permanente tentoonstelling bestaat uit exacte kopieën van bestaande (cultuur)landschappen.
Devon in Zuidwest-Engeland is het enige buitenland van deze elf miniatuurlandschappen.
Devon staat bij veel Nederlanders bekend als het toonbeeld van een mooi landschap, met zijn heggetjes, muurtjes, heggetjes op muurtjes en hoogteverschillen. De tien Nederlandse landschappen tonen hun verscheidenheid, zowel qua groene aankleding als qua bijbehorende bebouwing (dijkhuisjes, molens, kerken etc.) en flora & fauna.
Van de houtwallen in Twente en de Brabantse Maasheggen tot aan het terrassenlandschap van Zuid-Limburg en de Texelse Tuunwallen zijn hier te bezichtigen. In 2006 heeft de (toenmalig) Dichter des Vaderlands, Driek van Wissen, de Zeeuwse bomendijken en het terpenlandschap van Groningen geopend, als nieuwste aanwinsten.
Alles is precies nagebouwd op schaal, met uiteraard ook de karakteristieke boerderijen die in de betreffende landschappen thuishoren. De miniatuurtuinen verbeelden de nog aanwezige typische Nederlandse landschappen. Van alle miniatuurtuinen is een wandel- of fietskaart aanwezig, zodat deze cultuurlandschappen ook in het ‘echt’ bezocht kunnen worden.

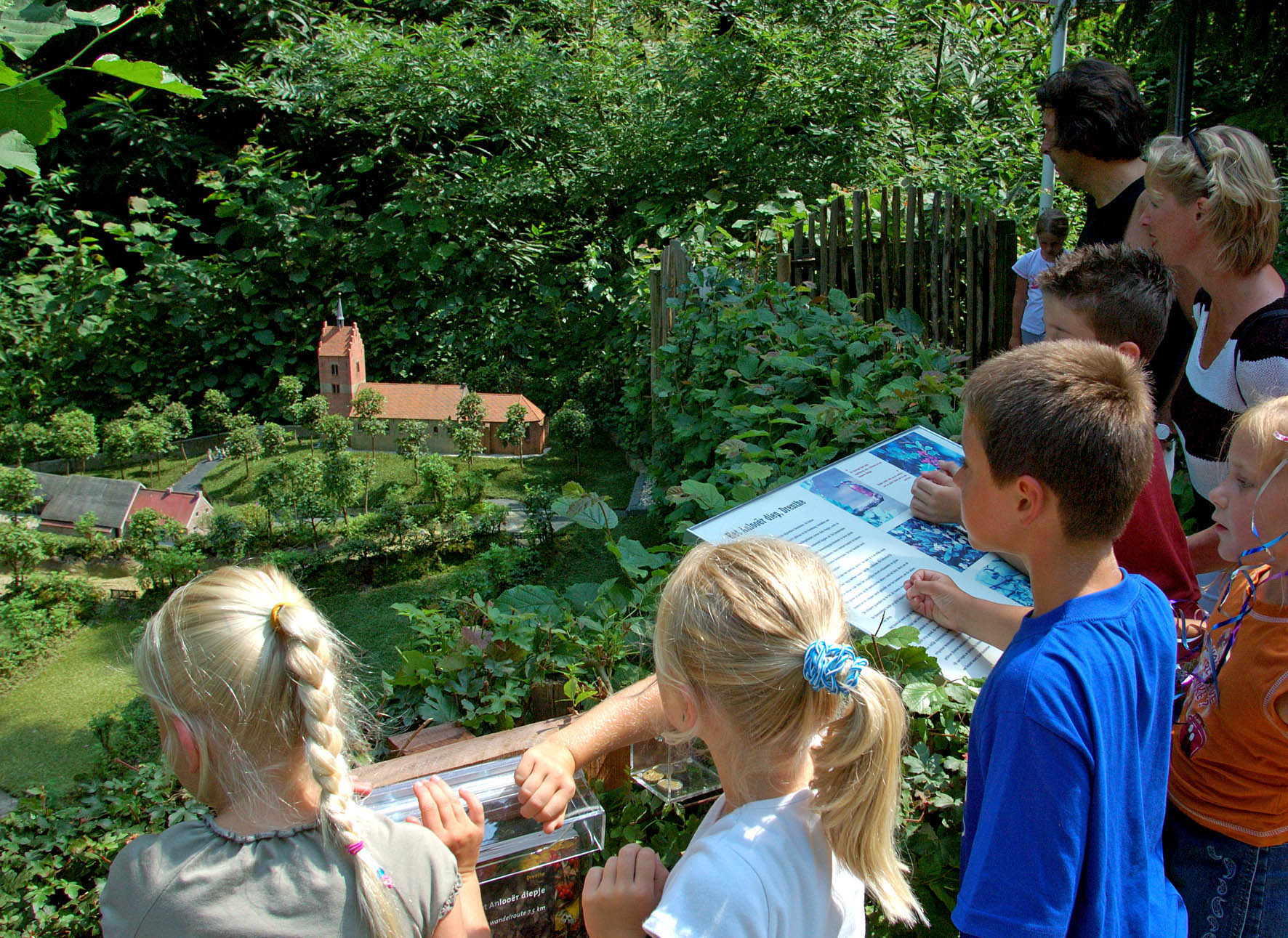
Het Beekdal, Anloër Diepje (Drenthe)
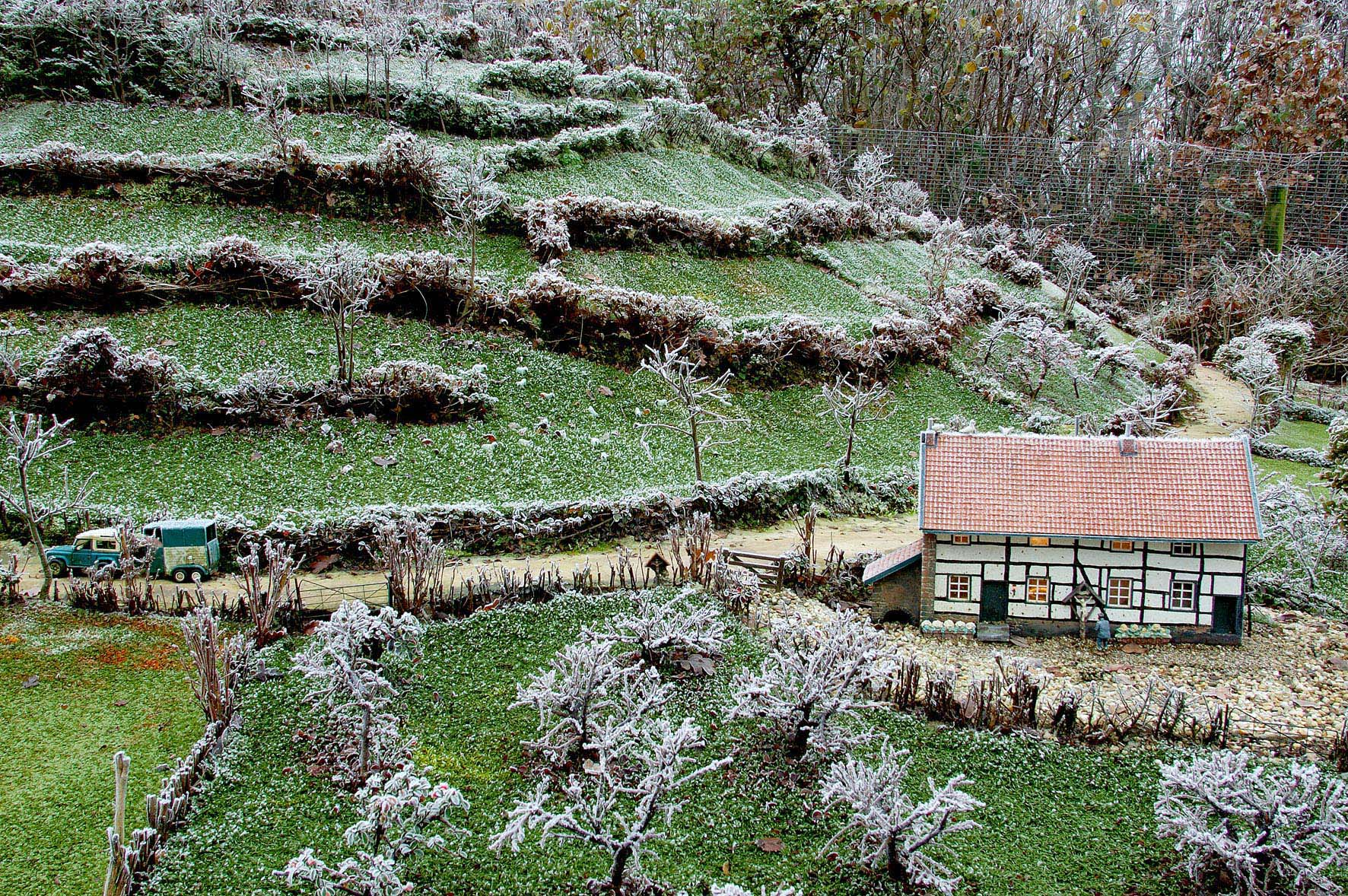
Graften met heggen (Z-Limburg)
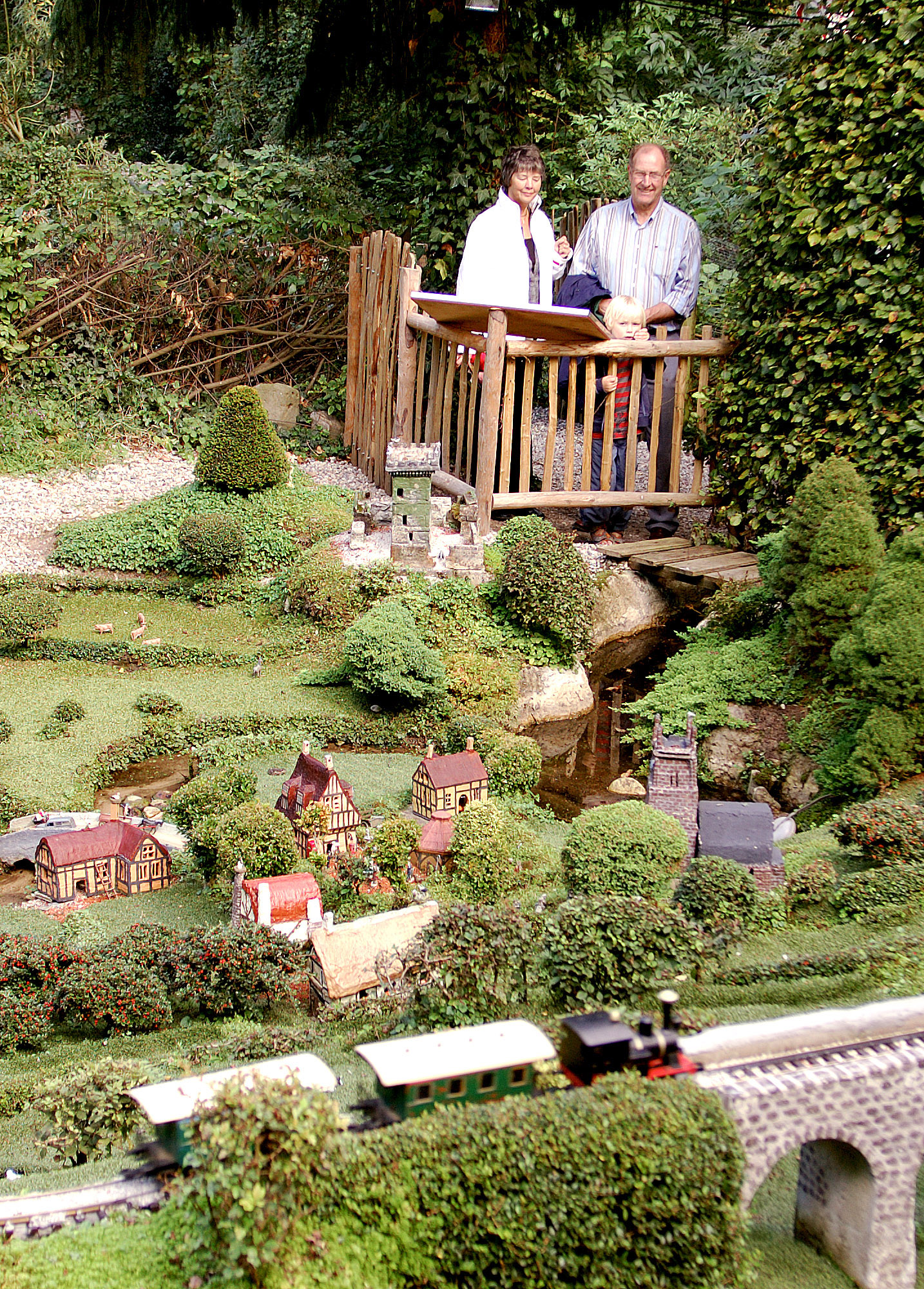
Heggen in Dartmoor (Devon) in ZW Engeland
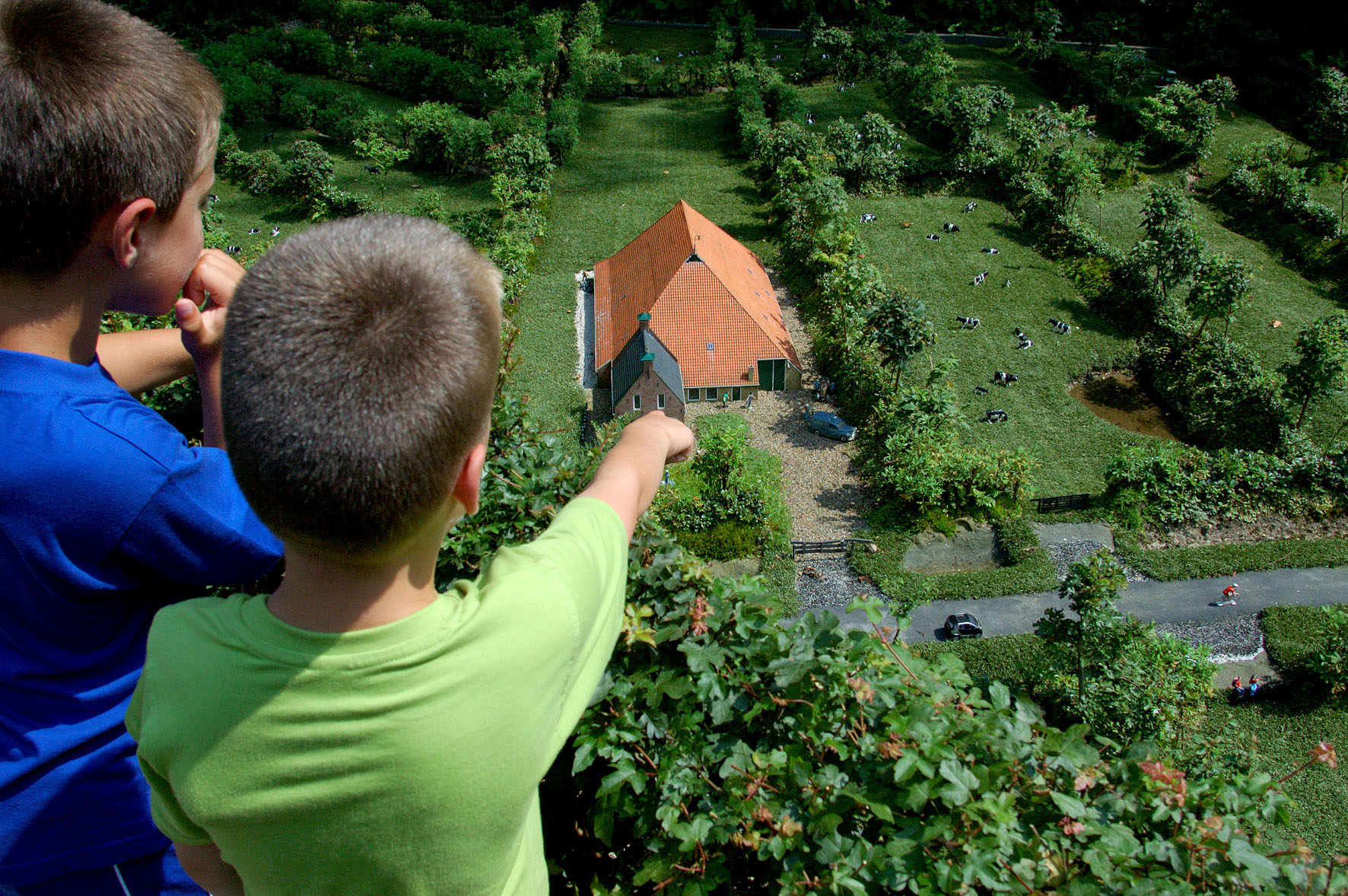
Houtwallen in de Mandermaten (Overijssel)
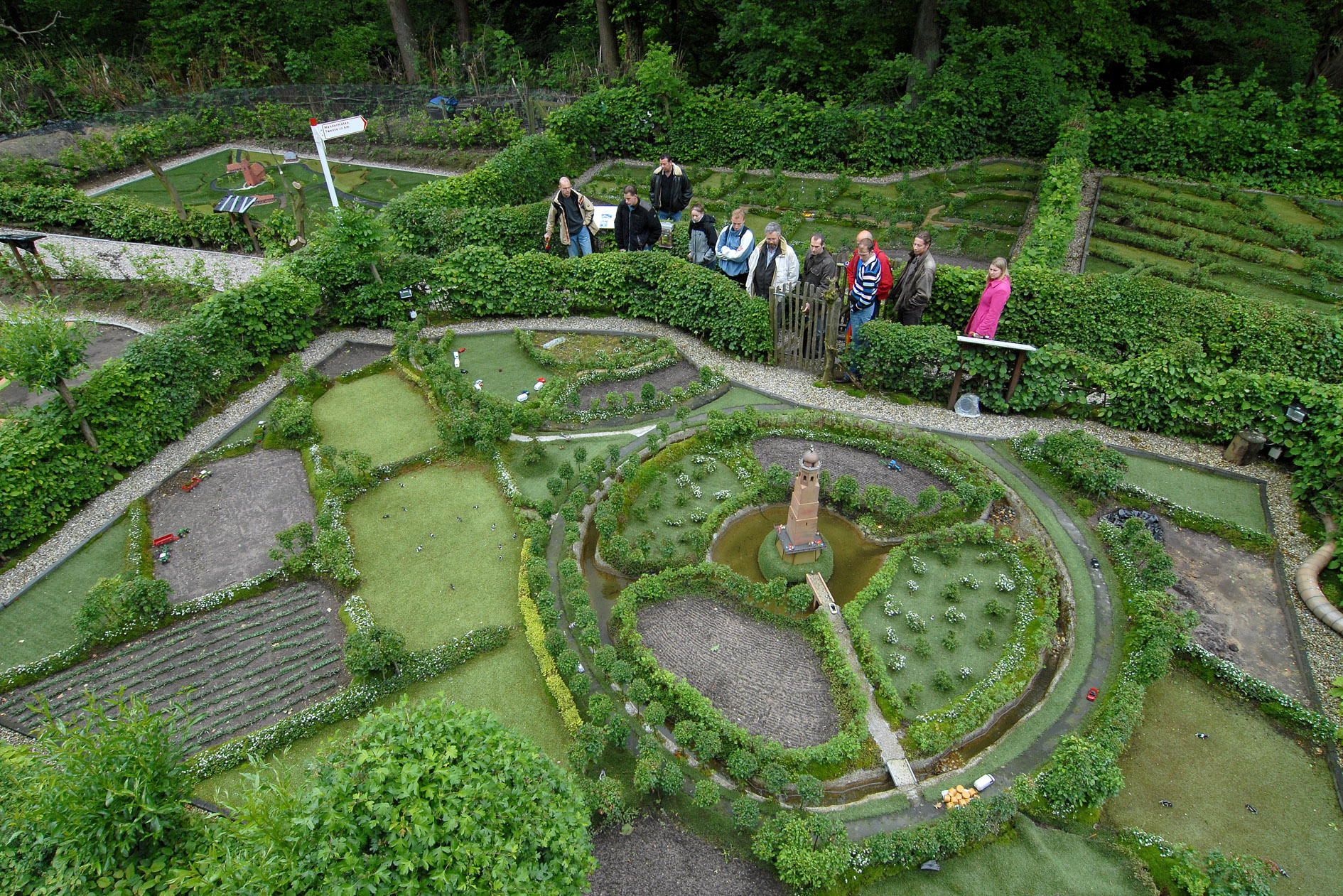
Overzichtsfoto van enkele miniatuurlandschappen